# 猪越悠介
猪越 悠介（いのこし ゆうすけ、1980年7月20日 - ）は 松濤館流空手師範.  日本空手協会全日本選手権組手優勝者で 、 日本空手協会指導員を務める

## 経歴
猪越は1980年7月20日、 栃木県生まれ。空手は6歳の時に始め、駒沢大学に進学。 

## 戦績
猪越は次の空手競技で大きな成功を収めた。 

### メジャートーナメントの成功
- 第52回JKA全日本空手道選手権（2009）–組手1位
- 第51回JKA全日本空手道選手権（2008）– 2位組手